# Mitrova
Mitrova (en serbe cyrillique : Митрова) est un village de Serbie situé dans la municipalité de Tutin, district de Raška. Au recensement de 2011, il comptait 936 habitants.
Mitrova est le village natal d'Esad Džudžević, président du Parti démocratique bosniaque du Sandžak et député au Parlement de Serbie.

## Démographie

### Évolution historique de la population
| 1948 | 1953 | 1961 | 1971 | 1981 | 1991 | 2002 | 2011 |
| ---- | ---- | ---- | ---- | ---- | ---- | ---- | ---- |
| 313  | 346  | 355  | 265  | 265  | 820  | 996  | 936  |

|  |